# Neto (football, 1989)
Pour les articles homonymes, voir Neto.
Norberto Murara Neto, plus connu sous le nom de Neto, né le 19 juillet 1989 à Araxá, au Brésil, est un footballeur international brésilien qui évolue au poste de gardien de but au Botafogo FR.

## Carrière en club

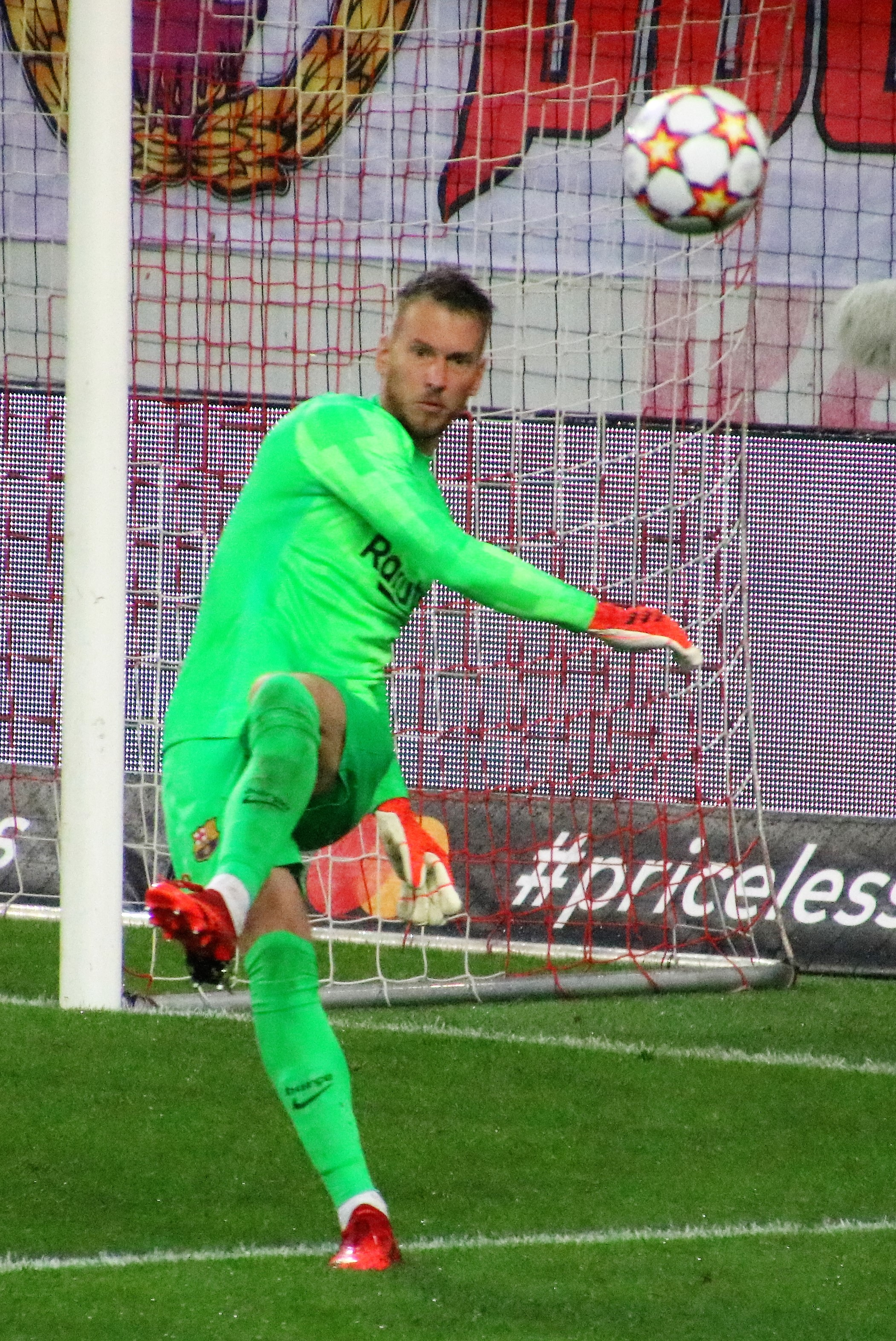
Neto jouant contre le Red Bull Salzburg en août 2021.

Neto a rejoint le centre de formation de l'Athletico Paranaense en 2003, à l'âge de 14 ans. L'entraîneur Antônio Lopes l'intègre en 2009 à l'équipe première en tant que deuxième gardien. En 2010, à la suite du départ de Rodrigo Galatto vers le Litex Lovetch, il devient titulaire indiscutable à son poste, et le bon parcours de son club en championnat est en partie dû aux bonnes performances du jeune gardien.
Il rejoint le 6 janvier 2011 la Fiorentina pour un transfert évalué à 3,5 millions d'euros.
Le 3 juillet 2015, Neto, en fin de contrat, rejoint la Juventus. Pour sa première saison au club, il est sacré champion d'Italie.
Le 27 juin 2019, il est échangé par Valence contre Jasper Cillessen et rejoint le  FC Barcelone. Neto devient le deuxième gardien brésilien de l'histoire du Barça après Jaguaré dans les années 1930.

## Sélection
Le 23 septembre 2010, Neto est convoqué pour la première fois en équipe nationale du Brésil par le sélectionneur Mano Menezes pour les matchs amicaux face à l'Iran et l'Ukraine en octobre 2010. Il n'est cependant pas entré en jeu.
Le 12 septembre 2018, il est sélectionné et débute en tant que titulaire face au Salvador.

## Statistiques
| Saison                | Club                  | Championnat           | Championnat | Championnat | Coupe(s) nationale(s) | Coupe(s) nationale(s) | Supercoupe | Supercoupe | Compétition(s) continentale(s) | Compétition(s) continentale(s) | Compétition(s) continentale(s) | Total | Total |
| Saison                | Club                  | Division              | M.          | B.          | M.                    | B.                    | M.         | B.         | Comp.                          | M.                             | B.                             | M.    | B.    |
| 2009                  | Paranaense            | Série A               | 2           | 0           | -                     | -                     | -          | -          | -                              | -                              | -                              | 2     | 0     |
| 2010                  | Paranaense            | Serie A               | 34          | 0           | 6                     | 0                     | -          | -          | -                              | -                              | -                              | 40    | 0     |
| Sous-total            | Sous-total            | Sous-total            | 36          | 0           | 6                     | 0                     | -          | -          | -                              | -                              | -                              | 42    | 0     |
| 2010-2011             | ACF Fiorentina        | Serie A               | -           | -           | -                     | -                     | -          | -          | -                              | -                              | -                              | 0     | 0     |
| 2011-2012             | ACF Fiorentina        | Serie A               | 2           | 0           | 2                     | 0                     | -          | -          | -                              | -                              | -                              | 4     | 0     |
| 2012-2013             | ACF Fiorentina        | Serie A               | 6           | 0           | 4                     | 0                     | -          | -          | -                              | -                              | -                              | 10    | 0     |
| 2013-2014             | ACF Fiorentina        | Serie A               | 35          | 0           | 5                     | 0                     | -          | -          | C3                             | 9                              | 0                              | 49    | 0     |
| 2014-2015             | ACF Fiorentina        | Serie A               | 29          | 0           | 2                     | 0                     | -          | -          | C3                             | 7                              | 0                              | 38    | 0     |
| Sous-total            | Sous-total            | Sous-total            | 72          | 0           | 13                    | 0                     | -          | -          | -                              | 16                             | 0                              | 101   | 0     |
| 2015-2016             | Juventus FC           | Serie A               | 3           | 0           | 5                     | 0                     | -          | -          | -                              | -                              | -                              | 8     | 0     |
| 2016-2017             | Juventus FC           | Serie A               | 8           | 0           | 5                     | 0                     | -          | -          | C1                             | 1                              | 0                              | 14    | 0     |
| Sous-total            | Sous-total            | Sous-total            | 11          | 0           | 10                    | 0                     | -          | -          | -                              | 1                              | 0                              | 22    | 0     |
| 2017-2018             | Valence CF            | Liga                  | 33          | 0           | -                     | -                     | -          | -          | -                              | -                              | -                              | 33    | 0     |
| 2018-2019             | Valence CF            | Liga                  | 34          | 0           | -                     | -                     | -          | -          | C1+C3                          | 5+8                            | 0+0                            | 47    | 0     |
| Sous-total            | Sous-total            | Sous-total            | 67          | 0           | -                     | -                     | -          | -          | -                              | 13                             | 0                              | 80    | 0     |
| 2019-2020             | FC Barcelone          | Liga                  | 2           | 0           | 1                     | 0                     | 1          | 0          | C1                             | 1                              | 0                              | 5     | 0     |
| 2020-2021             | FC Barcelone          | Liga                  | 7           | 0           | 2                     | 0                     | -          | -          | C1                             | 3                              | 0                              | 12    | 0     |
| 2021-2022             | FC Barcelone          | Liga                  | 3           | 0           | 1                     | 0                     | -          | -          | C1                             | 0                              | 0                              | 4     | 0     |
| Sous-total            | Sous-total            | Sous-total            | 12          | 0           | 4                     | 0                     | 1          | 0          | -                              | 4                              | 0                              | 21    | 0     |
| 2022-2023             | AFC Bournemouth       | Premier League        | 27          | 0           | 1                     | 0                     | -          | -          | -                              | -                              | -                              | 28    | 0     |
| 2023-2024             | AFC Bournemouth       | Premier League        | 32          | 0           | -                     | -                     | -          | -          | -                              | -                              | -                              | 32    | 0     |
| 2024-2025             | AFC Bournemouth       | Premier League        | 2           | 0           | 1                     | 0                     | -          | -          | -                              | -                              | -                              | 3     | 0     |
| Sous-total            | Sous-total            | Sous-total            | 61          | 0           | 2                     | 0                     | -          | -          | -                              | -                              | -                              | 63    | 0     |
| 2024-2025             | Arsenal FC (prêt)     | Premier League        | -           | -           | -                     | -                     | -          | -          | C1                             | 1                              | 0                              | 1     | 0     |
| Total sur la carrière | Total sur la carrière | Total sur la carrière | 259         | 0           | 35                    | 0                     | 1          | 0          | -                              | 35                             | 0                              | 330   | 0     |

## Palmarès

### En club
| Juventus FC (5) | Valence CF (1)                       | FC Barcelone                                                                                         | Brésil olympique                               |
| --- | ------------------------------------ | --- | ---------------------------------------------- |
| - Championnat d'Italie : - Champion : 2016 et 2017 - Coupe d'Italie : - Vainqueur : 2016 et 2017 - Supercoupe d'Italie : - Vainqueur : 2015 - Finaliste : 2016 - Ligue des Champions : - Finaliste : 2017 | - Coupe d'Espagne - Vainqueur : 2019 | - Championnat d'Espagne : - Vice-champion : 2020 et 2022 - Supercoupe d'Espagne : - Finaliste : 2021 | - Jeux olympiques : - Médaille d'argent : 2012 |